# Jaume Sans i Font
Jaume Sans i Font (Sant Feliu de Llobregat, 1886 - 1951) va ser un polític català, regidor i alcalde de Sant Feliu de Llobregat diversos cops.
Era fill de Llorenç Sans i Romagosa i de Marcel·lina Font i Bou. Des de la dècada de 1910 era l'home fort de la Lliga Regionalista a Sant Feliu de Llobregat. Era regidor i accedí al consistori després de les eleccions municipals de 1913, on va guanyar la candidatura monàrquica en què es va presentar amb Josep Ricart i d'altres, derrotant els autonomistes republicans. Va revalidar el seu càrrec en les eleccions de 1916. El 1919 continuava com a regidor sota l'alcaldia de Jaume Albareda, en què es va desenvolupar el servei telefònic a Sant Feliu.
Al començament de la dècada de 1920 va ser escollit alcalde de Sant Feliu de Llobregat en una coalició de la Lliga amb els tradicionalistes. Com a alcalde, el dia de Reis del 1922 va inaugurar el primer servei d'autobusos de Sant Feliu a la plaça d'Espanya de Barcelona, que passava per Sant Joan, Cornellà i l'Hospitalet.
A l'abril de l'any 1923 fou destituït pel govern amb els regidors regionalistes Ramon Amigó i Joaquim Claramunt i el tradicionalista Joan Sans i Martí, per tal d'afavorir l'encasillat dels candidats adictes al govern a les eleccions generals d'aquell any, però a final de juliol va ser reposat en el càrrec. Se li organitzà un homenatge de desgreuge per al 16 de setembre, però ho impedí la proclamació del Directori militar de Primo de Rivera, que el substituí novament, amb la resta d'ajuntaments. Poc abans va col·locar la primera pedra d'un nou escorxador a Sant Feliu.
Durant la Segona República va ser el cap de les dretes a Sant Feliu i era subscriptor del periòdic quinzenal carlí santfeliuenc Espanya Federal. El gener de 1939 va ser un dels ciutadans que van donar la benvinguda a Sant Feliu a l'Exèrcit Nacional. Va ser primer tinent d'alcalde a Sant Feliu amb les autoritats franquistes i l'any 1944 ocupà l'alcaldia de forma provisional durant uns permisos concedits a l'alcalde Joan Sans Martí.
Estava casat amb Llúcia Duran i Sogas, nascuda a Subirats. El seu fill Jaume Sans Duran va casar l'any 1956 amb Mercè Majó Barquet.